# Hammam Yalbugha

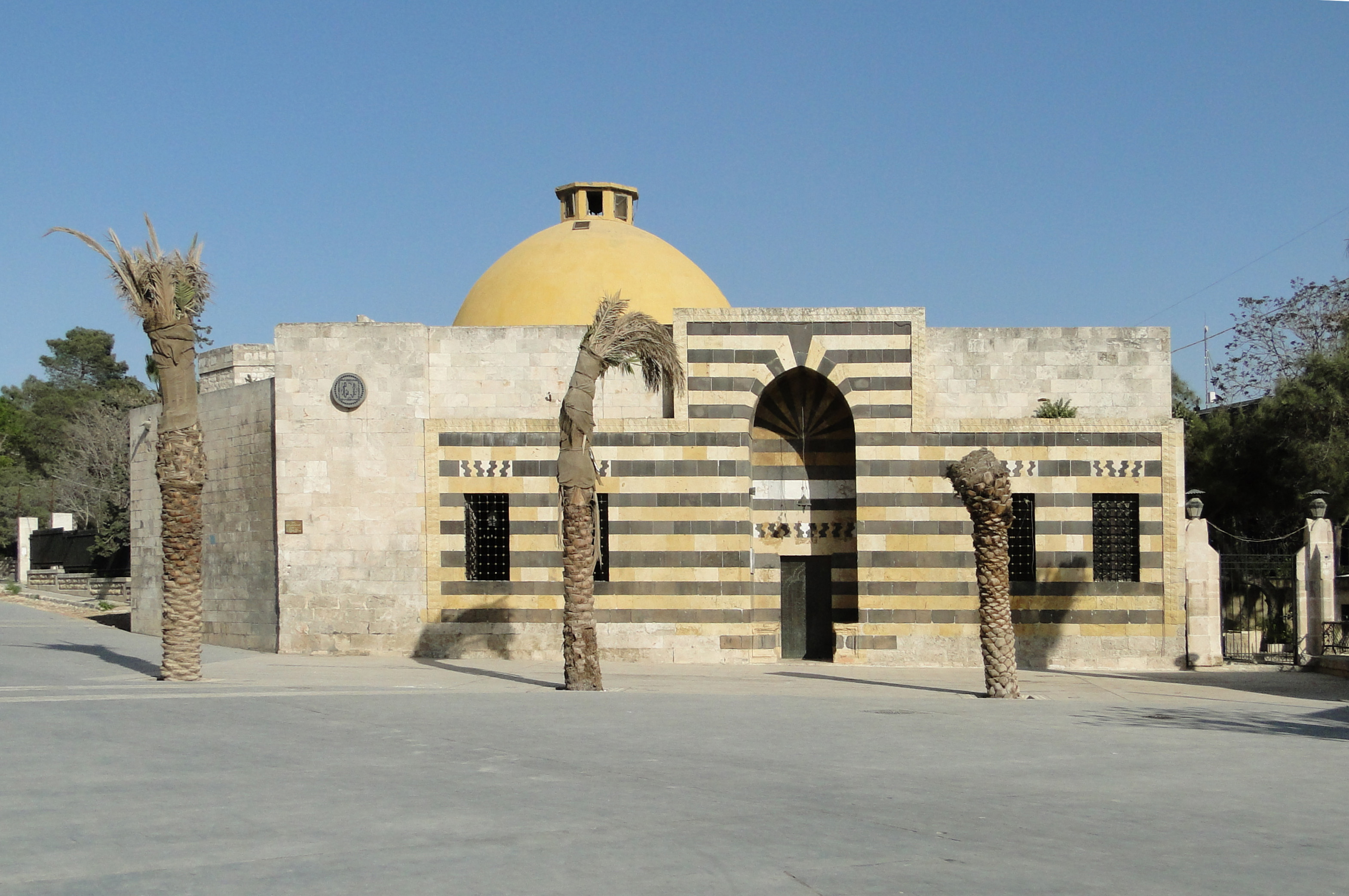
De Hammam Yalbugha

De Hammam Yalbugha (Arabisch: حمام يلبغا) is een hamam uit het mammelukkentijdperk in Aleppo, (Syrië). De hamam werd gebouwd in 1491 door de emir van Aleppo, Saif ad-Din Yalbugha al-Naseri. Het is gelegen naast de ingang van de Citadel van Aleppo, aan de oevers van de rivier Quweiq.

## Geschiedenis
Het huidige gebouw werd gebouwd door de mammelukken-gouverneur van Aleppo, Emir Yalbugha al-Nasiri, op de ruïnes van een eerdere hamam die tijdens de plundering van Aleppo door Timoer Lenk in 1400 was vernietigd. De hamam is gerenoveerd in het Ottomaanse tijdperk in Syrië. Het heeft tot het einde van de 19e eeuw gefunctioneerd als een openbaar bad en een ontmoetingsplaats voor de lokale bevolking en handelaren van buiten de stad. Aan het begin van de twintigste eeuw werd het gebouw gebruikt als een kleine viltfabriek. In 1945 werd het geregistreerd als een historisch monument. De hamam werd gekocht door de afdeling Oudheden van Aleppo in de jaren 60, waarna er enkele kleine restauraties plaatsvonden. Tussen 1983 en 1985 onderging de hamam een uitgebreide renovatie die erop gericht was het gebouw weer te herstellen tot een functionerend openbaar bad.

## Architectuur
De mammelukkenstructuur is gebaseerd op een typische plattegrond met drie gedeeltes, het frigidarium, tepidarium en caldarium. Elk van deze drie gedeeltes heeft een grote centrale koepelvormige ruimte, omringd door vier iwans. De monumentale voorgevel is symmetrisch gebouwd, met een toegangspoort in het midden. Op de muren zijn ablaq decoraties zichtbaar met een afwisselend patroon van gele en zwarte steen. De koepelvormige en gewelfde ruimtes worden verlicht door schotelvormige glazen lampen.
Zowel het interieur als het exterieur zijn gerenoveerd met behulp van traditionele bouwmethodes en materialen, en de originele ondergrondse kanalen voor de warmteverdeling, werden gerepareerd en dienen nu om de nieuwe verwarmingsbuizen te verbergen. Een café, keuken, wasserij en andere dienstverlenende faciliteiten werden toegevoegd.